# Darrell Britt-Gibson
Darrell Hadari Britt-Gibson (8 de mayo de 1985) es un actor estadounidense. Es más conocido por su papel como Darius "O-Dog" Hill en la serie The Wire, de HBO. También ha aparecido en las series Californication, de Showtime, Power, de Starz, y You're the Worst, de FX, al igual que en las películas Keanu (2016), 20th Century Women (2016) y Three Billboards Outside Ebbing, Missouri (2017).

## Primeros años
Britt-Gibson nació y creció en Silver Spring, Maryland. Es el hijo de la autora y periodista Donna Britt y su primer marido, Greg Gibson. Britt-Gibson tiene un hermano mayor, Justin Britt-Gibson, un guionista, y un medio hermano menor, Skye Merida, del segundo matrimonio de su madre con el editor de periódico Kevin Merida. Asistió a la Universidad de Maryland, Condado de Baltimore, donde estudió teatro.

## Carrera

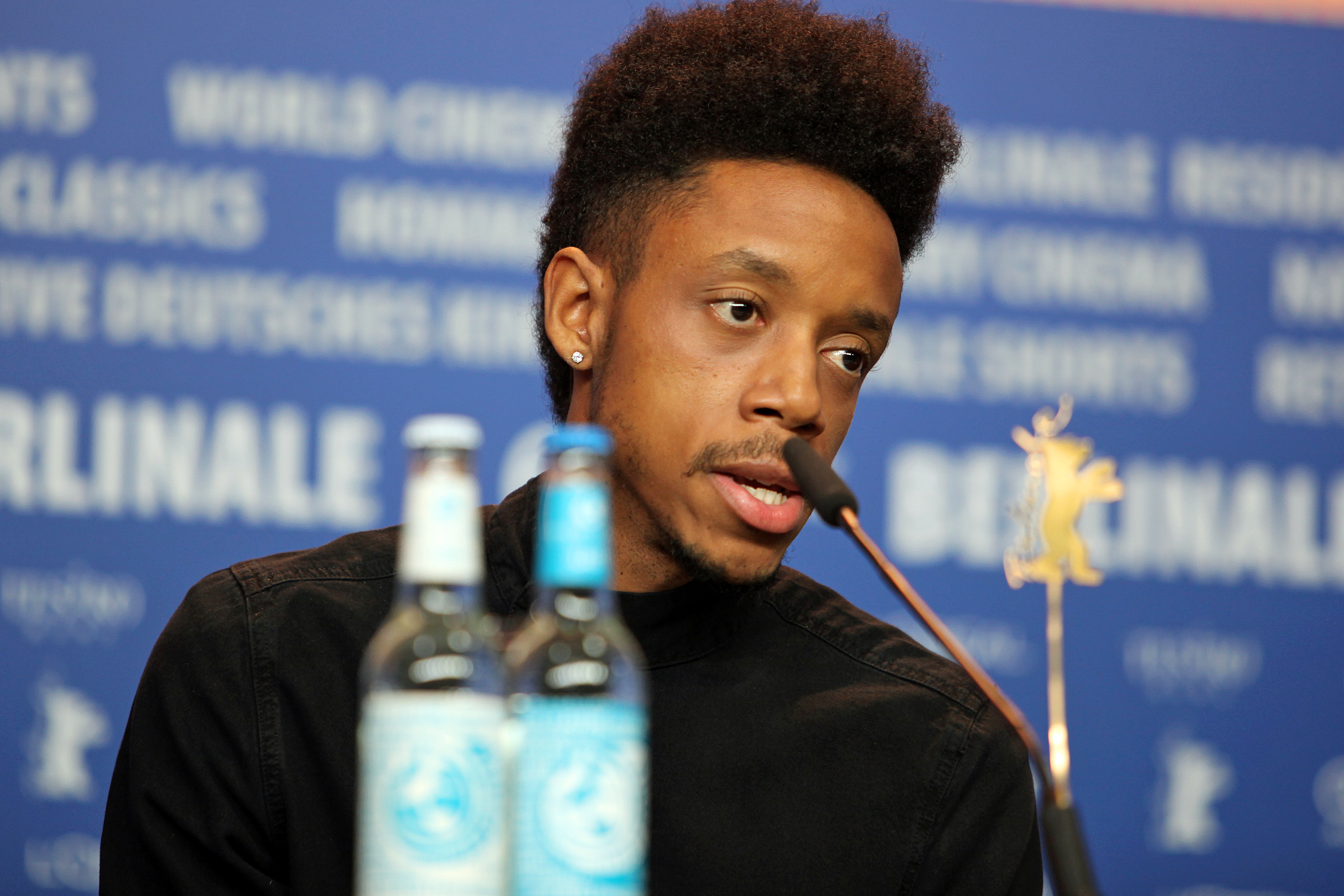
Britt-Gibson en el Festival Internacional de Cine de Berlín en febrero de 2016

Britt-Gibson hizo su debut como actor con el personaje secundario de Darius "O-Dog" Hill en el drama de crimen televisivo de HBO The Wire, apareciendo en 8 episodios entre 2006 y 2008. Después trabajó en la película Toe to Toe (2009), en el papel de Leron, y en 2 episodios de la serie web Monday Wednesday Friday, escribiendo además uno de los episodios en los que protagonizó. También ha aparecido como estrella invitada en varias series de televisión, como Southland, Shameless, The Bridge, y Major Crimes.
En 2014, Britt-Gibson tuvo varios roles recurrentes en las series Californication, como Darrell, Power, como Rolla, y You're the Worst, como Shitstain. Britt-Gibson apareció en el episodio piloto de la serie de drama y crimen de ABC Wicked City, en el papel de Diver Hawkes, pero fue reemplazado después de que el piloto fue convertido en serie. En junio de 2015, se unió al reparto de la película de comedia Keanu, retratando el rol de Trunk.
En 2021, interpretó a Martin P. Franklin en dos películas de la trilogía de La calle del terror, de Netflix: La calle del terror (Parte 1): 1994 y La calle del terror (Parte 3): 1666.

## Filmografía

### Cine
| Año  | Título                                    | Rol                | Notas |
| ---- | ----------------------------------------- | ------------------ | --- |
| 2009 | Toe to Toe                                | Leron              | |
| 2012 | Man vs. Automated Phone System            | Hombre             | Cortometraje; también productor |
| 2013 | W.M.D.                                    | Otro tipo          | |
| 2014 | Squatters                                 | Adolescente #2     | |
| 2016 | Soy Nero                                  | Soldado Compton    | |
| 2016 | Keanu                                     | Trunk              | |
| 2016 | 20th Century Women                        | Julian             | Nominado – Premio de la Crítica Cinematográfica al mejor reparto Nominado – Washington D. C. Area Film Critics Association Award for Best Ensemble                                           |
| 2017 | Three Billboards Outside Ebbing, Missouri | Jerome             | Premio de la Crítica Cinematográfica al mejor reparto Washington D. C. Area Film Critics Association Award for Best Ensemble Nominado – Detroit Film Critics Society Award for Best Ensemble |
| 2018 | The Unicorn                               | Charlie            | |
| 2019 | Just Mercy                                | Darnell Houston    | |
| 2021 | Judas and the Black Messiah               | Bobby Rush         | |
| 2021 | Silk Road                                 | Rayford            | |
| 2021 | La calle del terror (Parte 1): 1994       | Martin P. Franklin | |
| 2021 | La calle del terror (Parte 3): 1666       | Martin P. Franklin | |

### Televisión
| Año       | Título                  | Rol                 | Notas                          |
| --------- | ----------------------- | ------------------- | ------------------------------ |
| 2006–2008 | The Wire                | Darius "O-Dog" Hill | 8 episodios                    |
| 2011      | Monday Wednesday Friday | Darrell             | 2 episodios; también escritor  |
| 2012      | Southland               | Chico               | Episodio: "God's Work"         |
| 2013      | Shameless               | Nick                | Episodio: "Cascading Failures" |
| 2013      | Uproxx Vídeo            | Lenny Bailor        | 3 episodios                    |
| 2013      | The Bridge              | Camarero            | Episodio: "The Beetle"         |
| 2013      | Major Crimes            | Shorty Wallace      | Episodio: "Risk Assessment"    |
| 2014      | Californication         | Darrell             | 6 episodios                    |
| 2014      | Power                   | Rolla               | 4 episodios                    |
| 2014–2017 | You're the Worst        | Dale "Shitstain"    | 17 episodios                   |
| 2017      | Powerless               | Anton               | Episodio: "Cold Station"       |
| 2018-2019 | Barry                   | Jermaine            | 8 episodios                    |
| 2022      | We Own This City        | Jemell Rayam        | Miniserie                      |